# Charles Andler
Pour les articles homonymes, voir Andler.
Charles Philippe Théodore Andler, dit Charles Andler, né le 11 mars 1866 à Strasbourg et mort le 1er avril 1933 à Malesherbes (Loiret), est un philosophe germaniste français, militant socialiste et commentateur important de l'œuvre de Karl Marx. Professeur titulaire de la chaire de langues et littératures d'origine germanique au Collège de France (1926-1933) et à la Sorbonne, il est considéré comme l'un des pères fondateurs de la germanistique comme discipline universitaire en France.
Il est le traducteur en français, en 1901, du Manifeste du parti communiste, brochure de Karl Marx publié en 1848.

## Biographie

### Origine familiale et formation
Charles Andler naît dans une maison située sur la place de l'Homme-de-Fer à Strasbourg. Il est issu d'une famille protestante aisée : son père, Philippe Andler, professeur et pharmacien, est également le fondateur d'une fabrique de produits chimiques ; sa mère, Sophie Herrenschmidt, est elle aussi professeur.
Sa famille reste à Strasbourg malgré l'annexion de l'Alsace en 1871. Charles est d'abord élève au lycée  de Strasbourg, alors nommé Kaiserliches Lyceum. En 1879, son père décide de l'en retirer, au grand dam du corps enseignant qui voit en lui un élève brillant. Andler part pour deux ans au collège de Gray en Haute-Saône, puis au lycée Hoche à Versailles, où il obtient son baccalauréat ès lettres en 1882.

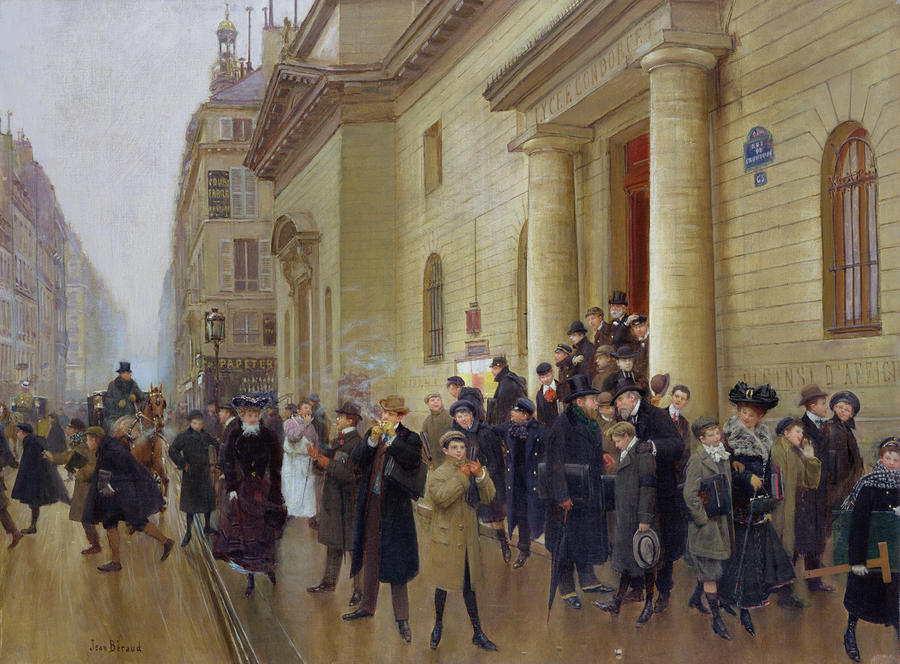
Lycée Condorcet.

Il prépare ensuite le concours de l'École normale supérieure, au lycée Hoche jusqu'en 1883, puis au lycée Condorcet à Paris. Il est reçu 17e en 1884.
Il y suit des études de philosophie, notamment auprès d'Émile Boutroux et de Léon Ollé-Laprune, de 1884 à 1887. Il obtient sa licence en 1885, puis un diplôme supérieur. Mais il échoue à deux reprises (1888 et 1889) à l'agrégation de philosophie, en raison d'un désaccord avec le jury à propos de la philosophie allemande.
De septembre à octobre 1888, il est professeur au lycée de Montauban, mais est vite renvoyé pour raisons de santé. Il s'inscrit alors à l'École des chartes, mais il n'y reste que dix jours.
Il reprend donc ses études à la Sorbonne à partir de 1888, aux côtés d'André Lichtenberger, lui aussi originaire de Strasbourg, et d'Albert Lange.
En 1889, il est reçu premier à l'agrégation d'allemand, Andler part alors pour un long séjour à Berlin, où il rencontre le professeur de littérature allemande Erich Schmidt et suit les cours d'Heinrich von Treitschke.
La même année, Andler adhère au Parti ouvrier socialiste révolutionnaire de Jean Allemane.

### Andler professeur et militant socialiste
Andler est de retour en France en 1891. Il prépare alors une thèse sur le socialisme en Allemagne et, durant l'été 1891, lors d'un séjour de recherche à Londres, il rencontre Friedrich Engels, après avoir sollicité une entrevue dans une lettre où il appelle Engels « vénéré maître ».
De 1891 à 1893, Andler est professeur d'allemand au lycée de Nancy. À partir de 1893, il occupe son premier poste dans l'enseignement supérieur en succédant à Arthur Chuquet en tant que maître de conférences d'allemand à l'École normale supérieure.
En octobre 1895, il épouse Elisabeth Schmidt, fille d'un pasteur alsacien et petite-fille de Charles Schmidt, professeur de théologie à Strasbourg. Ils ont eu deux enfants. Le premier, Pierre, est docteur en médecine et la seconde, Geneviève, devient pianiste et épouse un professeur.
De 1895 à 1897, il donne des cours au Collège libre des sciences sociales à Paris. Le 18 juin 1897, il soutient ses deux thèses de doctorat ès lettres à la Faculté de Paris. La première, en français, s'intéresse aux origines du socialisme d'État en Allemagne. La deuxième, en latin, traite de l'héroïsation de certains Allemands.

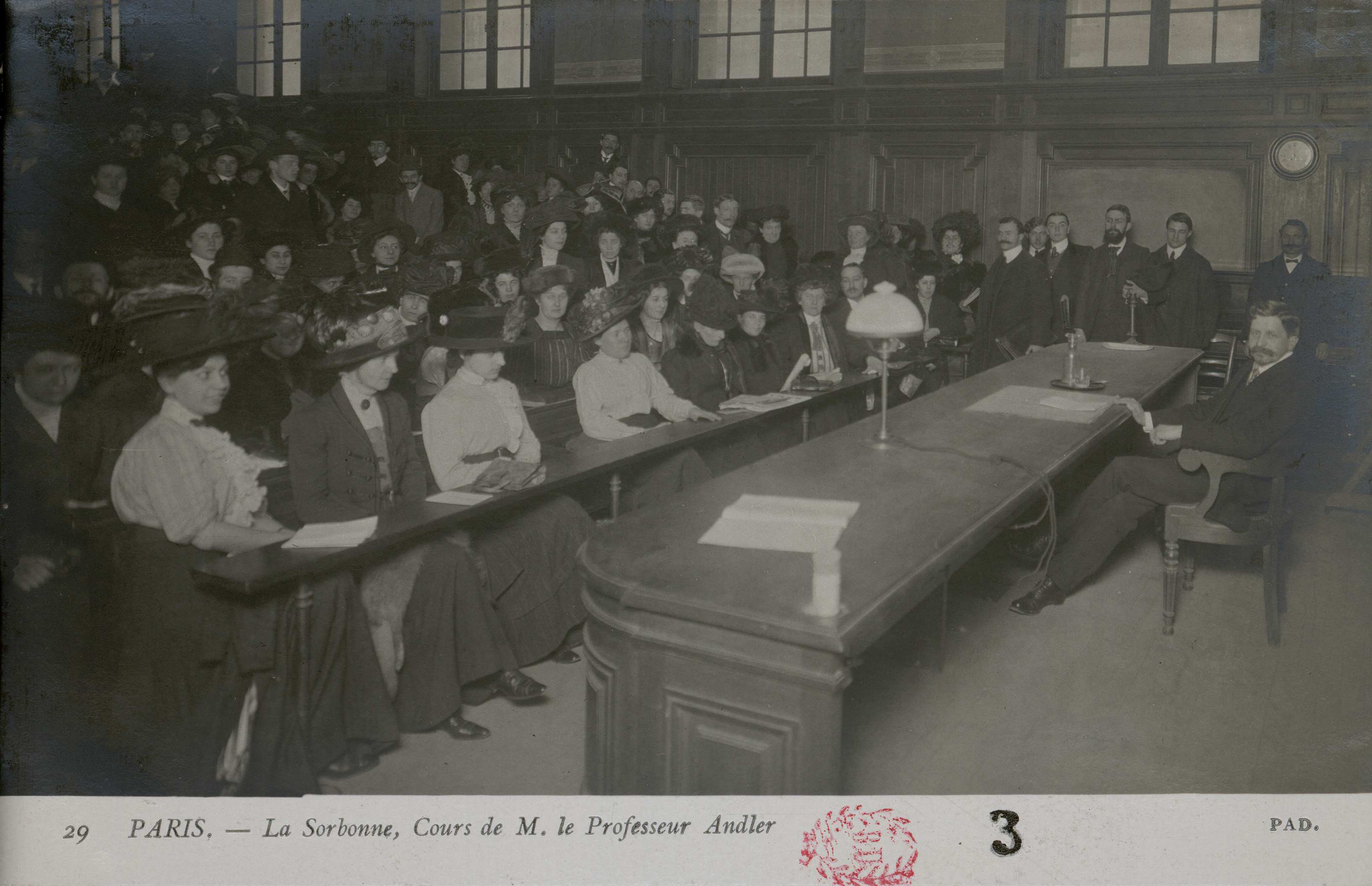
Carte postale d'un cours de Charles Andler dans l'amphithéâtre Descartes à la Sorbonne.

De 1897 à 1901, il est suppléant d'Ernest Lichtenberger, chargé de cours à la Faculté des lettres de Paris. À partir de 1901, Andler est lui-même chargé de cours, Lichtenberger ayant été promu professeur.
Durant cette période, il est un dreyfusard et un militant socialiste actif. Avec son ami Lucien Herr, bibliothécaire de l'École normale supérieure, il fonde en 1899 l'École socialiste à Paris, dans le but de rendre plus accessibles les théories du mouvement socialiste ainsi que le Groupe de l'unité socialiste à Paris. Il codirige la Société nouvelle de librairie et d'édition fondée par Herr la même année, une société fidèle aux idées réformatrices de Jean Jaurès. Son intérêt pour le socialisme va croissant et en 1901, il traduit en français le Manifeste du parti communiste de Karl Marx. Il deviendra membre de la SFIO lors de sa fondation en 1905.
En 1904, il devient directeur d'études pour les langues vivantes de la Faculté des lettres. La même année, il se rend à Weimar pour rencontrer la sœur de Friedrich Nietzsche, Elisabeth Förster-Nietzsche, afin d'obtenir des renseignements pour ses recherches sur le philosophe. En 1906, il devient professeur adjoint, poste qu'il occupe jusqu'en 1908.

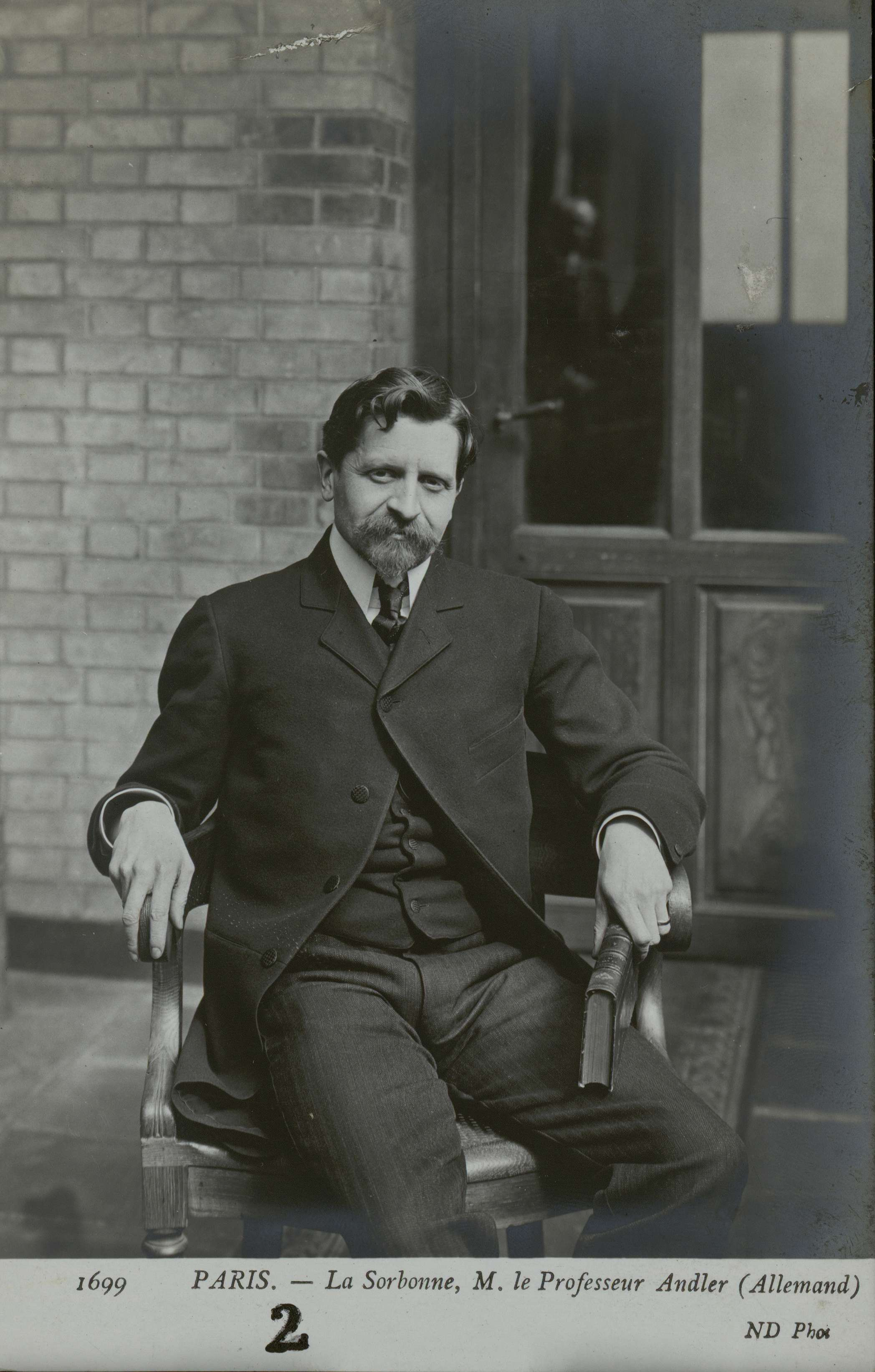
La Sorbonne. M. le professeur Andler (Allemand), Bibliothèque de la Sorbonne, NuBIS.

Dans le but de faire connaître ce qu'est l'Allemagne, il publie en 1905 un manuel pour les classes de première et de terminale, Das moderne Deutschland in kulturhistorischen Darstellungen. En septembre 1907, voyageant de nouveau dans le cadre de ses recherches sur Nietzsche, il se rend à Bâle et y rencontre le théologien Carl Albrecht Bernoulli (de), grand connaisseur de la pensée nietzschéenne.
En avril 1908, il se rend avec ses étudiants à Berlin, où il tient deux conférences, une à la Technische Hochschule Charlottenburg et l'autre à la Stadthalle de Schöneberg. Ce voyage provoque un grand tumulte politique en France. L'Action française lance alors une grande campagne de diffamation contre Andler, prétendant que sa démarche est anti-française. Les cours d'Andler à la Sorbonne sont suspendus en raison des manifestations orchestrées par l'Action française,.
La même année, il devient professeur titulaire de langue et de littérature allemande à l'Université de Paris où il enseigne l'œuvre des romantiques allemands, de Goethe, de Heine ou encore de Nietzsche. En 1923, il prendra la succession d'Ernest Lichtenberger.
À partir de 1910, il donne des cours à l'École socialiste de Paris et, de 1910 à 1911, à l'École des Hautes Études Sociales.
Pendant la Première Guerre mondiale, il fonde en 1917 la Ligue Républicaine d'Alsace-Lorraine afin de faciliter la réintégration de l'Alsace-Lorraine au sein de la République française. En 1918, il est directeur de la Revue d'Alsace Lorraine et il réorganise avec d'autres professeurs la Faculté de lettres de Strasbourg. De décembre 1918 à février 1920, il est membre du Conseil d'Alsace-Lorraine.
Il quitte la SFIO en 1920, année du congrès de Tours.
En 1926, il devient titulaire de la chaire de langues et littératures d'origine germanique au Collège de France, succédant à Arthur Chuquet mort en 1925. Il occupe ce poste jusqu'à sa mort en 1933. Il est inhumé au cimetière du Père-Lachaise (26e division).
Charles Andler a eu de nombreux élèves parmi lesquels Jean Giraudoux, Félix Bertaux, Geneviève Bianquis, Maurice Cahen, Albert Thomas, Ernest Tonnelat, Edmond Vermeil ou encore Jean Fourquet et certainement André François-Poncet.

### Fondateur des études germaniques
L'étude de la germanistique est au début du XXe siècle encore profondément marquée par l'antagonisme existant entre la France et l'Allemagne né à la suite de la guerre franco-allemande de 1870.
Il sera avec Henri Lichtenberger l'une des deux « figures fondatrices » de la discipline des études germaniques à l'université à partir de 1904 .
Parmi ses élèves notables se trouve Edmond Vermeil.

## Hommages
Une rue du quartier de la Montagne Verte à Strasbourg porte son nom.

## Principales publications

### Livres
- Les Origines du socialisme d'État en Allemagne, thèse de doctorat, 1897
- Le Prince de Bismarck, 1899
- Étude critique sur les relations d'Érasme et de Luther, 1900
- La Civilisation socialiste, 1912 (réédition : Le Bord de l'eau, coll. "Bibliothèque républicaine", 2010, 105 p.  (ISBN 978-2-356-87044-5))
- Le Socialisme impérialiste dans l'Allemagne contemporaine, dossier d'une polémique avec Jean Jaurès 1912-1913, 1918
- Le Pangermanisme, ses plans d'expansion allemande dans le monde, 1915
- Les Usages de la guerre et la doctrine de l'État-major allemand, 1915
- Le pangermanisme colonial sous Guillaume II, 1916
- Le pangermanisme philosophique (1800-1914), 1917
- La Décomposition politique du socialisme allemand, 1914-1919, 1919
- Nietzsche, sa vie et sa pensée 6 volumes, 1920-1931. Réédition: Gallimard, Paris, 3 volumes, 1979.
- L'Humanisme travailliste. Essais de pédagogie sociale, 1927
- Vie de Lucien Herr, 1864-1926, 1932
- La Poésie de Heine, 1948

Manuel d'allemand
- Das moderne Deutschland in kulturhistorischen Darstellungen. Ein praktisches Lesebuch fur Sekunda und Prima, Paris, Delagrave, 1905.

### Traductions
- Emmanuel Kant, Premiers principes métaphysiques de la science de la nature, traduits pour la première fois en français, et accompagnés d'une introduction sur la philosophie de la nature dans Kant, avec Édouard Chavannes, 1891
- Karl Marx et Friedrich Engels: Le Manifeste communiste, 1901
- Divers: Le Pangermanisme continental sous Guillaume II (de 1888 à 1914), 1915

### Correspondance
- Correspondance entre Charles Andler et Lucien Herr: 1891-1926, édition établie, présentée et annotée par Antoinette Blum, préface de Christophe Charle, Presses de l'École normale supérieure, Paris, 1992